# Changwon

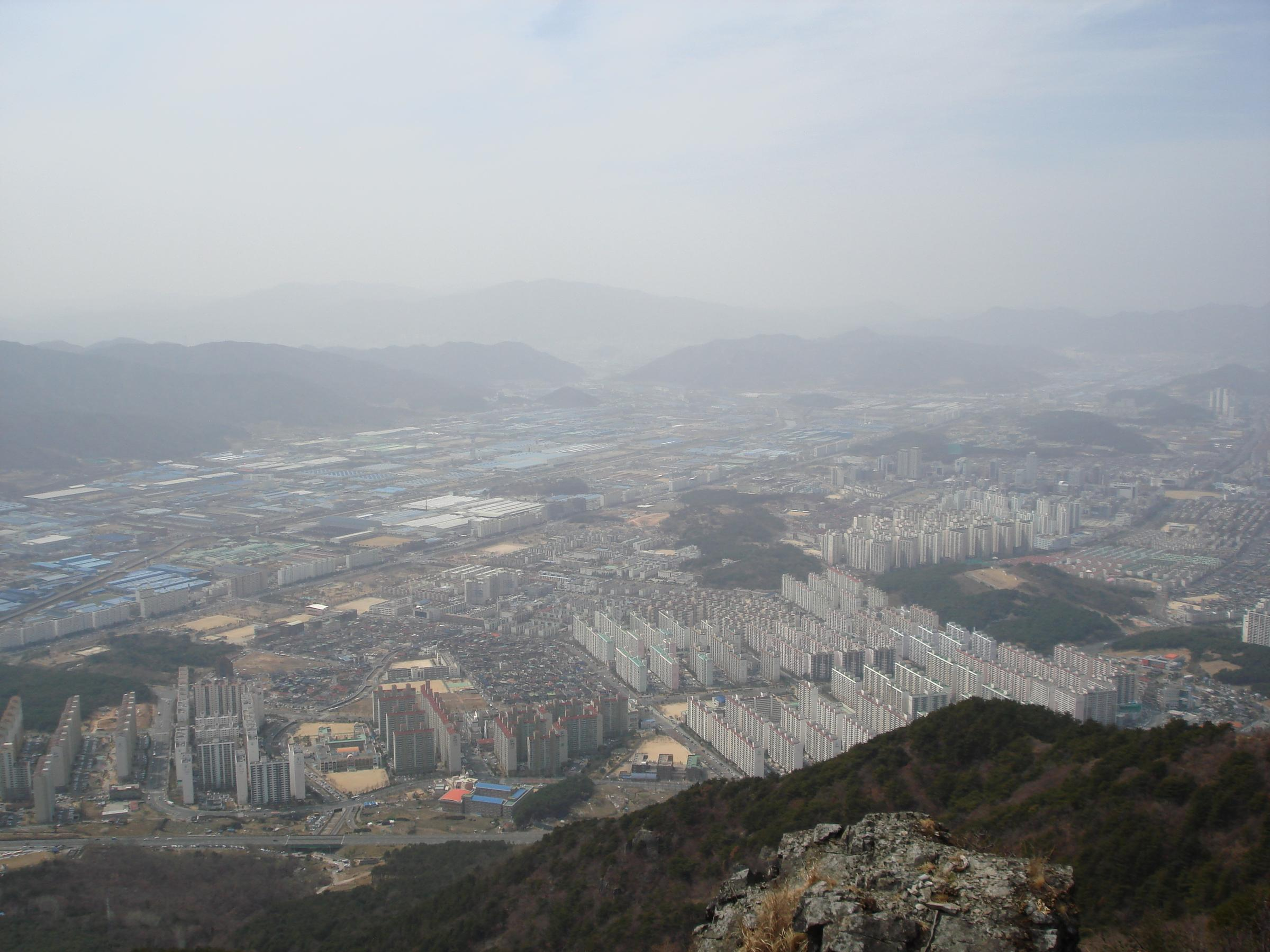
Aufnahme vom Berg Daeamsan auf die Stadt Changwon

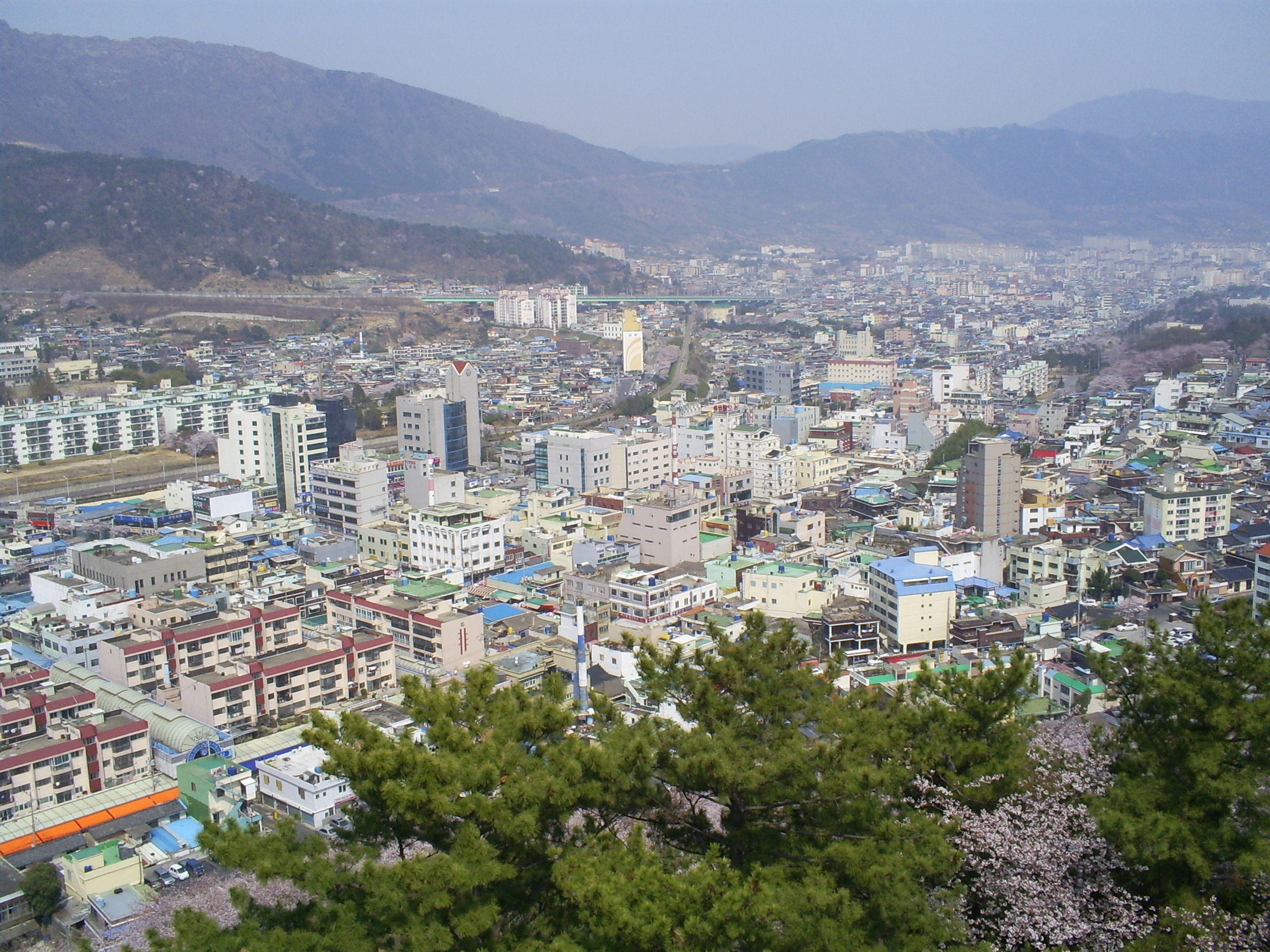
Die 2010 eingemeindete Nachbarstadt Jinhae

Changwon ist eine Stadt und Hauptstadt der Provinz Gyeongsangnam-do in Südkorea. Sie liegt ca. 40 Kilometer westlich von Busan.

## Geschichte
Bis 1963 war Busan Teil der Provinz, doch auch nach der Ausgliederung als Großstadt blieb es Verwaltungssitz der Provinz. Als nach 20 Jahren die Entscheidung getroffen wurde, die Verwaltung in die Provinz zurückzulegen, standen mehrere Städte zur Auswahl. Zur Überraschung vieler machte Changwon das Rennen, trotz der vielversprechenderen Aussichten der Städte Masan und Jinju. Am 1. Juli 2010 wurden die Nachbarstädte Jinhae und Masan eingemeindet.

## Wirtschaft
Durch eine stark forcierte Entwicklung und Modernisierung hat sich Changwon zu einem Zentrum für Schwerindustrie, Maschinenbau und verarbeitende Industrie entwickelt. Mittlerweile hat auch die Solarindustrie hier Fuß gefasst. Das Unternehmen Hyundai Wia, eine Tochter der Hyundai Motor Group, hat ihren Sitz in Changwon. Weitere Unternehmen sind Hyosung S&T Motors, Hanwha Techwin, Doosan Machine Tools und Samyang Optics aus Masan.

## Bildung
Die Changwon National University sowie einige technische Schulen sind in der Stadt angesiedelt.

## Kultur
In Changwon besteht eine F-3-Grand-Prix-Strecke.

## Städtepartnerschaften
- Ma’anshan, Volksrepublik China
- Jersey City, Vereinigte Staaten
- Ōgaki, Japan
- Yamaguchi, Japan
- Jakutsk, Russland
- Hamyang, Südkorea
- Goheung, Südkorea
- Mỹ Tho, Vietnam

## Persönlichkeiten
- Pyo Ye-jin (* 1992), Schauspielerin